# 1984 DN
1984 DN är en asteroid i huvudbältet som upptäcktes den 23 februari 1984 av den belgiske astronomen Henri Debehogne vid La Silla-observatoriet.